# Meringopus asymmetricus
Meringopus asymmetricus là một loài tò vò trong họ Ichneumonidae.